# اگون تسیمرمان
اگون تسیمرمان (انگلیسی: Egon Zimmermann; ۸ فوریهٔ ۱۹۳۹ – ۲۳ اوت ۲۰۱۹) اسکی‌باز آلپاین اهل اتریش بود.